# Prionomitus visci
Prionomitus visci är en stekelart som beskrevs av Sharkov 1984. Prionomitus visci ingår i släktet Prionomitus och familjen sköldlussteklar. Inga underarter finns listade i Catalogue of Life.